# Arctosa harraria
Arctosa harraria là một loài nhện trong họ Lycosidae.
Loài này thuộc chi Arctosa. Arctosa harraria được Carl Friedrich Roewer miêu tả năm 1960.